# Cris af Enehielm
Cristina Marianne (Cris) af Enehielm, född 24 mars 1954 i Helsingfors, är en finlandssvensk konstnär, skådespelare och regissör.

## Biografi
Cris af Enehielm är utbildad bildkonstnär från Fria konstskolan i Helsingfors 1977 och skådespelare från Teaterhögskolan i Helsingfors 1981.
af Enehielm verkar och har verkat som skådespelare, bildkonstnär, performanceartist, sångerska, regissör, dräktdesigner, scenograf, pedagog och lektor i scenframställning på Teaterhögskolan i Helsingfors. Hon har även deltagit i ett antal dansproduktioner.
af Enehielm har arbetat bl.a. på Svenska Teatern, Klockriketeatern och Lilla Teatern i Helsingfors, Wasa Teater, Tryckeriteatern i Karis och Riksteatern i Stockholm. Hon har haft flera separatutställningar, främst på Gallerie Pelin, Gallerie Anhava och Gallerie Forsblom i Helsingfors. Hon har även ställt ut i övriga Finland samt Paris och Stockholm. Hennes konstverk har även deltagit i flera grupputställningar i Finland, Ryssland, Kuba, Sverige och Danmark.
Cris af Enehielm har varit medlem i performance- och musikgrupperna Homo$, Jack Hellen Brut, Särjen Ääni, Joan Bennet Museo och Transistors. Som medlem i performancegrupper och musikgrupper har hon uppträtt på ett flertal internationella festivaler och evenemang i Sverige, Island, Danmark, Belgien, Egypten, Schweiz, Österrike, Spanien, Italien, Portugal, Makedonien, Polen, Ryssland och Ungern.
Cris af Enehielms bildkonst finns representerad i flera konstsamlingar och har sålts även internationellt. Hon har arbetat som skådespelare i radio, tv och film i Finland. Hon har företagit studieresor i Asien och arbetat som residensskonstnär på Cité des art i Paris. Hon ser sig först och främst som en mångkonstnär och är intresserad av experimentell performativ konst. Hennes specialintressen berör människan och hennes öde som hon studerat medelst olika terapimetoder, kroppsterapier och föreläsningsserier på Helsingfors universitet i psykoanalys och filosofi.
Cris af Enehielm är mor till Andreas af Enehielm, född 1987, och Theo af Enehielm, född 1993.